# Conus aegrotus
Conus aegrotus é uma espécie de gastrópode do gênero Conus, pertencente à família Conidae.